# Avedis Bedros XIV. Arpiarian
Avedis Bedros XIV. Arpiarian, auch Avedis Petrus XIV. Arpiarian, (* 13. April 1856 in Eghin, Türkei; † 26. Oktober 1937) war der vierzehnte armenisch-katholische Patriarch von Kilikien. Er war als der „gütige Vater“ bei den armenisch-katholischen Christen bekannt.

## Leben
Avedis Arpiarian empfing im März 1884 die Priesterweihe. Avedis Arpiarian war, wie sein Verwandter Arpiar Arpiarian ein Autor und Schriftsteller. Wegen dieser Beziehung und seiner Schriften bat ihn der Sultan des Osmanischen Reichs, Abdülhamid II., das Amt des Patriarchalvikars von Kilikien zu übernehmen.
Am 23. September 1890 wurde er zum Bischof von Karput in der Türkei ernannt. Im November 1890 spendete ihm Patriarch Stephano Bedros X. Azarian die Bischofsweihe. Mit der Ernennung zum Titularerzbischof von Anazarbus am 20. April 1898 erfolgte gleichzeitig die Berufung zum Weihbischof im Patriarchat von Kilikien. Zwischen 1905 und 1909 musste der Erzbischof im Exil leben und hielt sich in Bzommar (Libanon) auf.
Die nächste Berufung folgte am 27. August 1911, er wurde zum Erzbischof pro hac vice von Maraş ernannt und war gleichfalls als Nachfolger des amtierenden Patriarchen Boghos Bedros XIII. Terzian designiert. Von 1928 bis 1931 stand er erneut als Weihbischof in Kilikien im Amt. Die Synode der armenisch-katholischen Kirche wählte ihn am 9. Oktober 1931 zu ihrem Patriarchen. Papst Pius XI. (1922–1939) bestätigte ihn am 13. März 1933 im Amt.
Bedros XIV. konsekrierte Giorgio Kortikian zum Erzbischof von Aleppo in Syrien, Serge Der Abrahamian zum Titularbischof von Cucusus (Weihbischof in Rom), Krikor Hindié zum Erzbischof von Aleppo, Iknadios Batanian zum Bischof von Mardin und Pierre Kedigian zum Titularerzbischof von Colonia in Armenia (Kurienbischof im Patriarchat von Kilikien). Bei Jean Couzian ICPB war er Mitkonsekrator zum Bischof von Iskanderiya in Ägypten.
Er war der erste Herausgeber einer patriarchalen Zeitschrift, diese entwickelte sich später zur Zeitung der armenisch-katholischen Kirche und erhielt, in Erinnerung an den ersten Herausgeber, den Namen Avedik. In Zweitfunktion war er von 1931 bis 1937 Erzbischof von Beirut und Apostolischer Administrator der Eparchie Ispahan im Iran.